# Pantano de Monteagudo
Pantano de Monteagudo är en reservoar i Spanien.   Den ligger i provinsen Provincia de Soria och regionen Kastilien och Leon, i den centrala delen av landet, 170 km nordost om huvudstaden Madrid. Pantano de Monteagudo ligger 819 meter över havet. Arean är 1,3 kvadratkilometer. Trakten runt Pantano de Monteagudo består till största delen av jordbruksmark. Den sträcker sig 1,5 kilometer i nord-sydlig riktning, och 2,0 kilometer i öst-västlig riktning.